# Xiao San

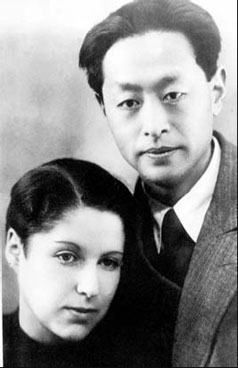
Eva und Emi Xiao (叶华与萧三)

Xiao San (chinesisch 蕭三 / 萧三, Pinyin Xiāo Sān, W.-G. Hsiao San, geb. 10. Oktober 1896 in Xiangxiang, Hunan; gest. 4. Februar 1983 in China, ursprünglicher Name: Xiao Kesen 萧克森, zi: Zizhang 子暲), meist bekannt unter seinem Schriftstellernamen Emi Siao (Pinyin: Emi Xiao / chin. 埃弥•萧 bzw. 爱梅; russ. Эми Сяо), war ein chinesischer Revolutionär, Dichter, Schriftsteller, Publizist, Literaturkritiker und Chefredakteur mehrerer Zeitschriften.
Er war einer der Übersetzer der Internationale (1923, mit Chen Qiaonian 陈乔年) und anderer poetischer Übersetzungen, überwiegend aus dem Russischen. Er war in der UdSSR, in der er mehrere Jahre lebte und wo er auch publizierte, weithin bekannt.
In China ist er heute vor allem als Herausgeber der Sammlung Gedichte der revolutionären Märtyrer (Geming lieshi shichao 革命烈士诗抄 1962 (zuerst 1959); Fortsetzung 1982) in Erinnerung.
Er ist als Autor von Artikeln, Essays und Kurzgeschichten über den nationalen Befreiungskrieg des chinesischen Volkes gegen die japanischen Invasoren 1937–1945 und der führenden Rolle der Kommunisten darin hervorgetreten (siehe „Heroic China“ 1939, „China ist unbesiegbar“, 1940; „Chinese Stories“, 1940 / russ. «Героический Китай», 1939; «Китай непобедим», 1940; «Китайские рассказы», 1940).

## Leben und Werk
In erster Ehe war er mit der Chinesin Tan Xuejun 谭雪君 verheiratet (1914), die 1922 starb.
Später heiratete er die Sowjetbürgerin Vasa, deren Ehe bald wieder geschieden wurde. Er studierte an der Ost-Universität in Moskau. Er arbeitete für die sowjetische Nachrichtenagentur TASS. Er war ein Schulfreund Mao Zedongs in Dongshan und später in Changsha. Mitglied der Kommunistischen Partei Chinas wurde er 1921.
Am 13. April 1918 waren er und sein älterer Bruder Xiao Yu (萧瑜, mit ursprünglichen Namen Xiao Zisheng 萧子升) mit Mao Zedong, Cai Hesen 蔡和森 und, Li Weihan 李维汉 unter den Gründern der Xinmin xuehui (新民学会 / Studiengesellschaft des Neuen Volkes / New People's Study Society) in Changsha. Im gleichen Jahr ging Xiao San nach Peking, wo er Mao Zedong sehr nahe stand. Er war Mitglied der Bewegung des 4. Mai. 1920 ging er als Werkstudent nach Frankreich. Er besuchte auch Belgien und Deutschland.
Er war Sekretär des Exekutivkomitees des Nördlichen Bezirks der Kommunistischen Jugendliga.
Er nahm an der Latinisierungsbewegung Latinxua Sin Wenz (Latinisierte Neue Schrift) teil.
1924 kehrte er nach China zurück.
Er wurde zum Mitglied des Komitees der Provinz Hunan der Kommunistischen Partei (Gongchandang Hunan shengwei weiyuan 共产党湖南省委委员) und gleichzeitig Sekretär des Provinz-Parteikomitees der Kommunistischen Jugendliga (Gongqingtuan sheng wei shuji 共青团省委书记).
Er nahm an drei Arbeiteraufständen in Shanghai teil.
1930 nahm er als Vertreter der Liga linksgerichteter Schriftsteller Chinas (Zhongguo zuoyi zuojia lianmeng 中国左翼作家联盟) an der Internationalen Konferenz revolutionärer Schriftsteller in Charkow in der Sowjetunion teil (siehe auch Internationalen Vereinigung Revolutionärer Schriftsteller).
1934 nahmen er an der 1. Konferenz der sowjetischen Schriftsteller teil. Mit der Liga linksgerichteter Schriftsteller Chinas wurde eine gemeinsame Erklärung verfasst. 
Im gleichen Jahr begegnete er seiner späteren Frau, der aus Deutschland stammenden Photographin, Journalistin und wichtigen Zeitzeugin Eva Siao (Eva Xiao; geborene Sandberg, die Tochter eines jüdischen Arztes aus Breslau; 1911–2001, chinesischer Name: Ye Hua).
Diese gab 1935 die deutsche Staatsbürgerschaft auf und nahm die sowjetische an. Sie heirateten 1935.
Im Frühjahr 1939 kehrte er mit Deng Fa 邓发 und anderen nach China zurück und ging nach Yan’an, er arbeitete in der Lu-Xun-Kunstakademie (Lu Xun yishu xueyuan 鲁迅艺术学院), in der Kulturkoordination, im Kulturklub und anderen Abteilungen, er war Herausgeber der „Dazhong wenyi“ (Dàzhòng wényì 大众文艺 „Volksliteratur“), „Zhongguo daobao“ (Zhōngguó dǎobào 中国导报 „China Herald“), „Xin shige“ (Xīn shīgē 新诗歌 „Neue Poesie“) und andere Zeitschriften und initiierte und organisierte die Yan'an-Dichtergesellschaft (Yan'an shishe 延安诗社), und war bei den Bewegungen der Straßen-Poesie (Jiētóushī 街头诗) und Lyrik-Rezitation (Shīlǎngsòng 诗朗诵) aktiv.
1943 hatte er eine Romanze mit einer anderen Frau, Gan Lu (甘露), und wurde im Sommer von Ye Hua (Eva Siao) geschieden, er ließ sie allein mit ihren beiden Kindern in der Sowjetunion zurück.
Nach dem Krieg war er in Zhangjiakou Direktor des Ständigen Ausschusses für Kulturkoordination (Wenxie changwei 文协常委) des Shanxi-Chahar-Hebei-Grenzgebietes (Jin-Cha-Ji bianqu 晋察冀边区) und der Kulturkoordination Nordchinas (Huabei wenxie 华北文协) und stellte zusammen und veröffentlichte die Volksliedsammlung „Zhongguo chu le ge Mao Zedong“ (中国出了个毛泽东 „China hat einen Mao Zedong hervorgebracht“).
Auf Russisch erschienen von ihm Xiangdi ji 湘笛集 (Hunan-Flöte), Women de mingyun shi zheyangde 我们的命运是这样的 (Dies ist unser Schicksal), Aimi Xiao shiji 埃弥·萧诗集 (Emi Xiao, Gedichte) und Xiao San shixuan 萧三诗选 (Xiao San Anthologie).
Nach 1949 war er in der fremdsprachigen Kulturarbeit engagiert, er war Direktor des Büros für Außenbeziehungen des Kulturministeriums (Wenwubu Duiwai wenhua lianluoju 文化部对外文化联络局), war Sekretär des Schriftstellerverbandes, Direktor des Auswärtigen Kulturausschusses (Duiwai wenwei 对外文委), Exekutivdirektor für auswärtige Kulturkoordination (Duiwai wenxie changwu lishi 对外文协常务理事), Mitglied des Weltfriedensrates (Shijie heping lishi hui 世界和平理事会) und Sekretär des Generalsekretariats der Kommunistischen Partei Chinas (Abk. Shūjì chù 书记处; engl. Secretariat of the Communist Party of China Central Committee) u. a. Im April 1949 besuchte er die Sowjetunion und sah Ye Hua (Eva Siao) wieder. Sie entdeckten ihre Liebe füreinander wieder, kehrten gemeinsam nach China zurück und heirateten erneut.
Im Herbst 1961 war er auf Einladung in der Sowjetunion zu Gast. Wegen seiner Freundschaft mit der Sowjetunion wurde er in China als Spion des sowjetischen Revisionismus betrachtet (siehe auch Chinesisch-sowjetisches Zerwürfnis). Im Juni 1967 wurden er und seine Frau Ye Hua in das Qincheng-Gefängnis im Pekinger Stadtbezirk Changping gesteckt. Im Oktober 1974 wurden sie freigelassen, unterlagen aber immer noch unter Aufsicht und Hausarrest. Erst 1979 wurden sie nach Eingreifen von Hu Yaobang rehabilitiert.
Seine Frau arbeitete lange Zeit als Fotografin für die Xinhua-Nachrichtenagentur.
Ihr ältester Sohn Xiao Li'ang 萧立昂 spielte Rollen in verschiedenen Filmen, darunter die von Stalin in Yuandong jiandiezhan  远东间谍战 („Spionagekrieg im Fernen Osten“), Kaiguo lingyou Mao Zedong 开国领袖毛泽东 („Staatsgründungsführer Mao Zedong“) und anderen Filmen, in Kaiguo dadian 开国大典 („Staatsgründungsfeier“) spielt er Anastas Mikojan.

## Werke
Seine dichterischen Werke veröffentlichte Xiao San in den Sammelwerken Heping zhi ge 和平之歌 (Friedenslied, 1952) und Youyi zhi lu 友谊之路 (Straße der Freundschaft, 1959).
Er übersetzte die Theaterstücke Professor Mamlock (von Friedrich Wolf), Das trojanische Pferd (von Friedrich Wolf), Слава (Ruhm) (von Wiktor Gussew) und Front (von Oleksandr Kornijtschuk (1905–1972)) sowie Liening lun wenhua yu yishu 列宁论文化与艺术 (Lenin über Kultur und Kunst) und Weida de yishi Makesi 伟大的导师马克思 (Großer Lehrer Marx).
Er übersetzte auch Werke von Puschkin, Wladimir Majakowski und anderen russischen und sowjetischen Dichtern ins Chinesische.
In der Zeitschrift Internationale Literatur, dem Zentralorgan der Internationalen Vereinigung Revolutionärer Schriftsteller in Moskau erschien Mitte der 1930er Jahre einiges von ihm auch auf Deutsch.
Zu seinen biographischen Werken zählen Mao Zedong tongzhi de qingshaonian shidai 毛泽东同志的青少年时代 (Genosse Mao Tse-tung in seinen jungen Jahren, 1951), Mao Zedong tongzhi chuqi geming huodong 毛泽东同志的初期革命活动 (Frühe revolutionäre Aktivitäten des Genossen Mao Tse-tung) und Renwu yu jinian 人物与纪念 (Menschen und Erinnerungen). Er ist Autor des Werkes Gaoerji de meixueguan 高尔基的美学观 (Gorkis Ästhetik).
Er gab auch die Sammlungen Geming minge 革命民歌 (Revolutionäre Lieder) und die berühmten Geming lieshi shi chao 革命烈士诗抄 (Gedichte der revolutionären Märtyrer) heraus, zu der später eine Fortsetzung erschien.
Von dem Dichter Nazim Hikmet, dem er mehrmals begegnete, wurde er in verschiedenen Werken porträtiert.
Emi und Eva Siao sind auf dem Pekinger Babaoshan-Friedhof der Revolutionäre (Beijing Babaoshan geming gongmu 北京八宝山革命公墓 Beijing Babaoshan Revolutionary Cemetery) begraben.

## Zitate
(Xiao San shixuan 萧三诗选, Vorwort des Autors)
- “诗歌可比子弹和刺刀” “Shīgē kěbǐ zǐdàn hé cìdāo”Dichtung ist vergleichbar mit Kugeln und Bajonetten.

- 新诗“要向民歌学习, 向古典诗歌学习” xīnshī “yào xiàng míngē xuéxí, xiàng gǔdiǎn shīgē xuéxí”   Neue Dichtung  “soll Volkslieder studieren, soll die alte Dichtung und die alten Lieder studieren”[22]

## Publikationen (Auswahl)
- Xiao San 萧三 (Hrsg.): Geming lieshi shichao 革命烈士诗抄 (Gedichte der revolutionären Märtyrer), 1962 (zuerst 1959)
- Xiao San 萧三 (Hrsg.): Geming lieshi shichao xubian 革命烈士诗抄续编 (Gedichte der revolutionären Märtyrer, Fortsetzung), 1982
- Emi Siao: Kindheit und Jugend Mao Tse-Tungs. Dt. Fassung mit Nachwort und Anmerkungen von Alex Wedding. Berlin: Verlag Neues Leben 1953
- Xiao San shixuan 萧三诗选 (Ausgewählte Dichtungen von Xiao San), Peking 1960
- Fuli ji 伏枥集 (Sammelband, 1963)
- Xiao San wenji 萧三文集 (Gesammelte Werke von Xiao San). Xinhua chubanshe 新华出版社. 1983